# Siofa Banua (Bawolato)
Siofa Banua is een bestuurslaag in het regentschap Nias van de provincie Noord-Sumatra, Indonesië. Siofa Banua telt 1857 inwoners (volkstelling 2010).